# Biserica de lemn din Groș

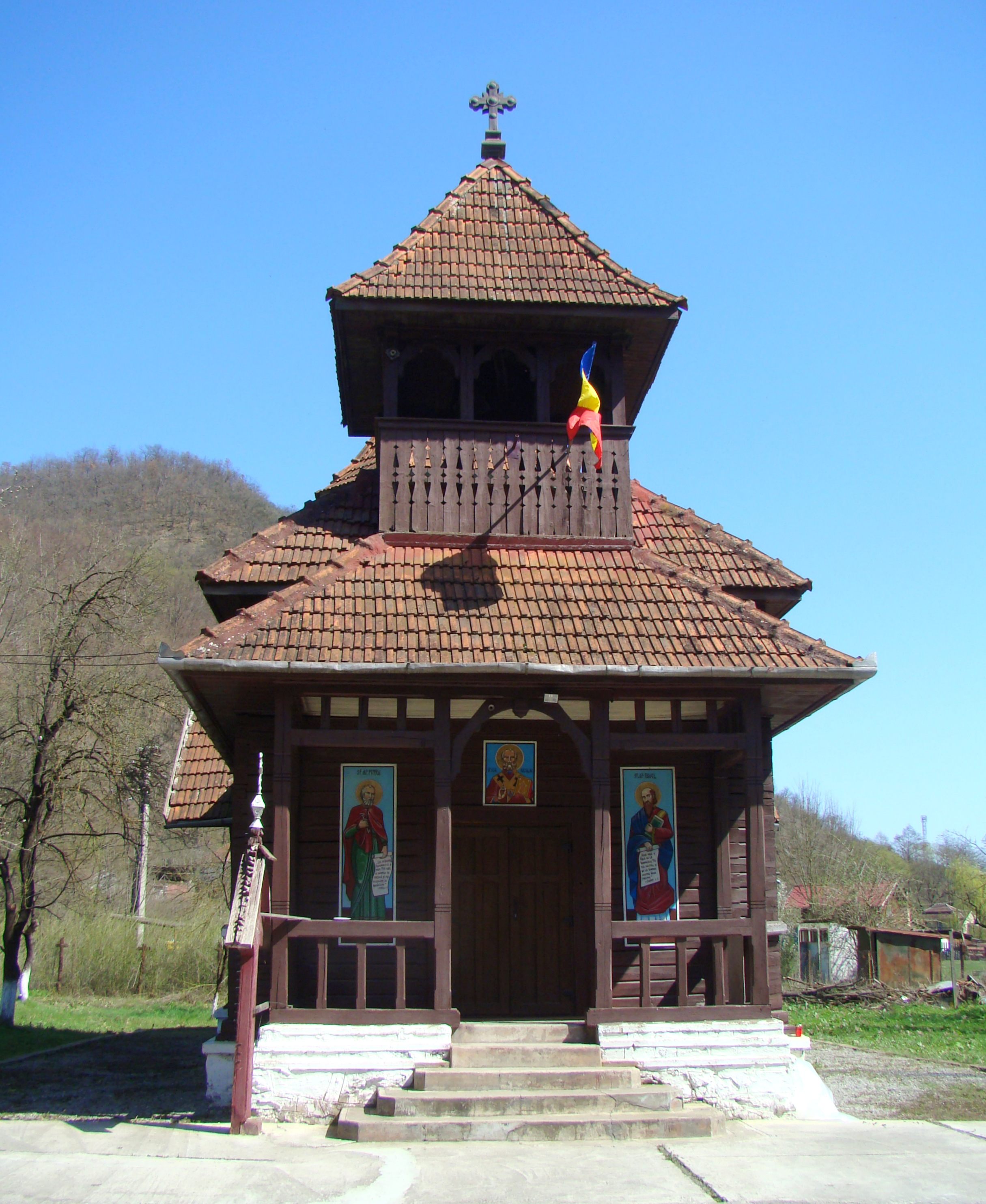
Biserica de lemn „Sfântul Ierarh Nicolae” din satul Groș, aparținător municipiului Hunedoara, foto: aprilie 2018.

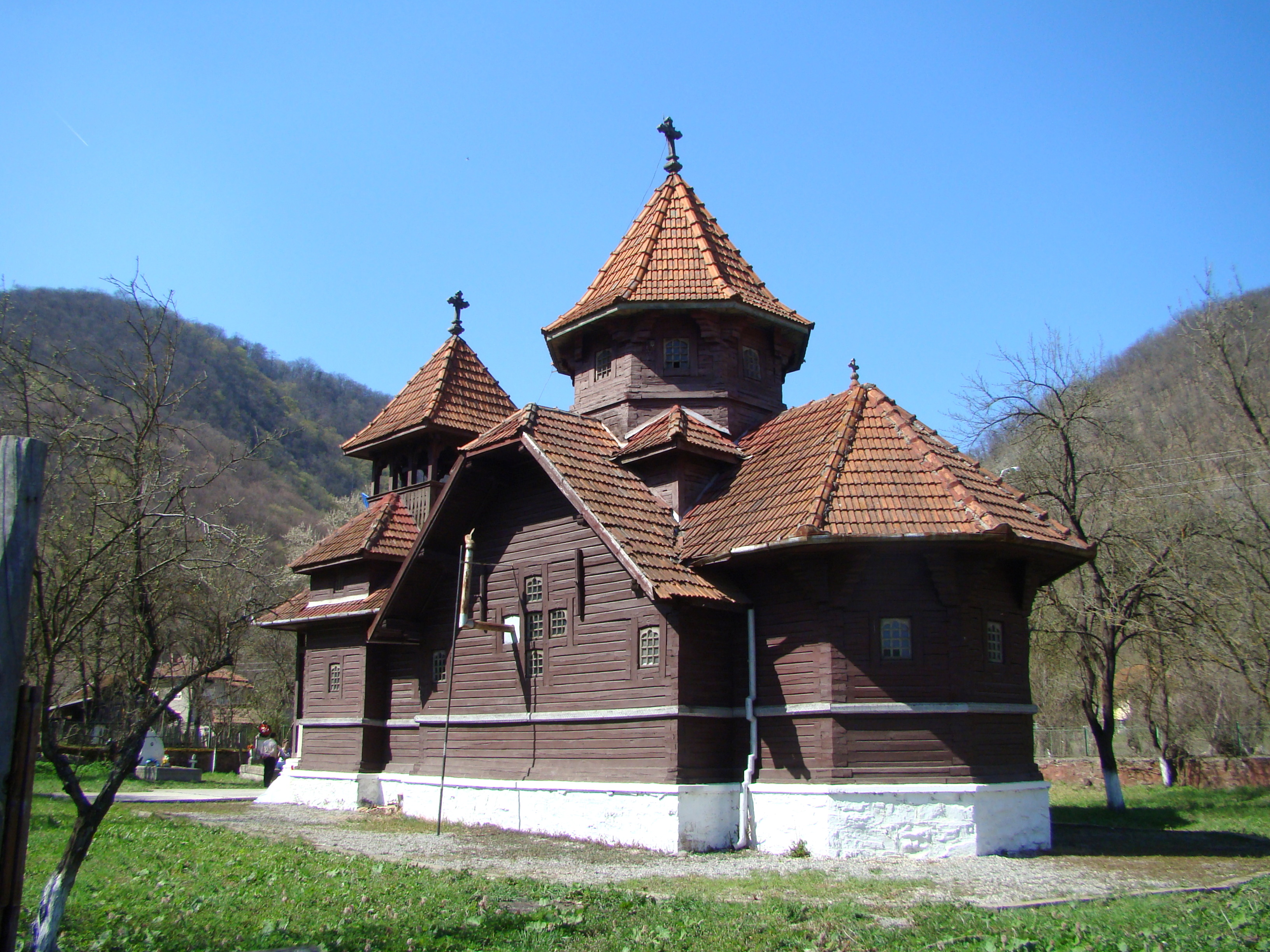
Biserica (sud-est)

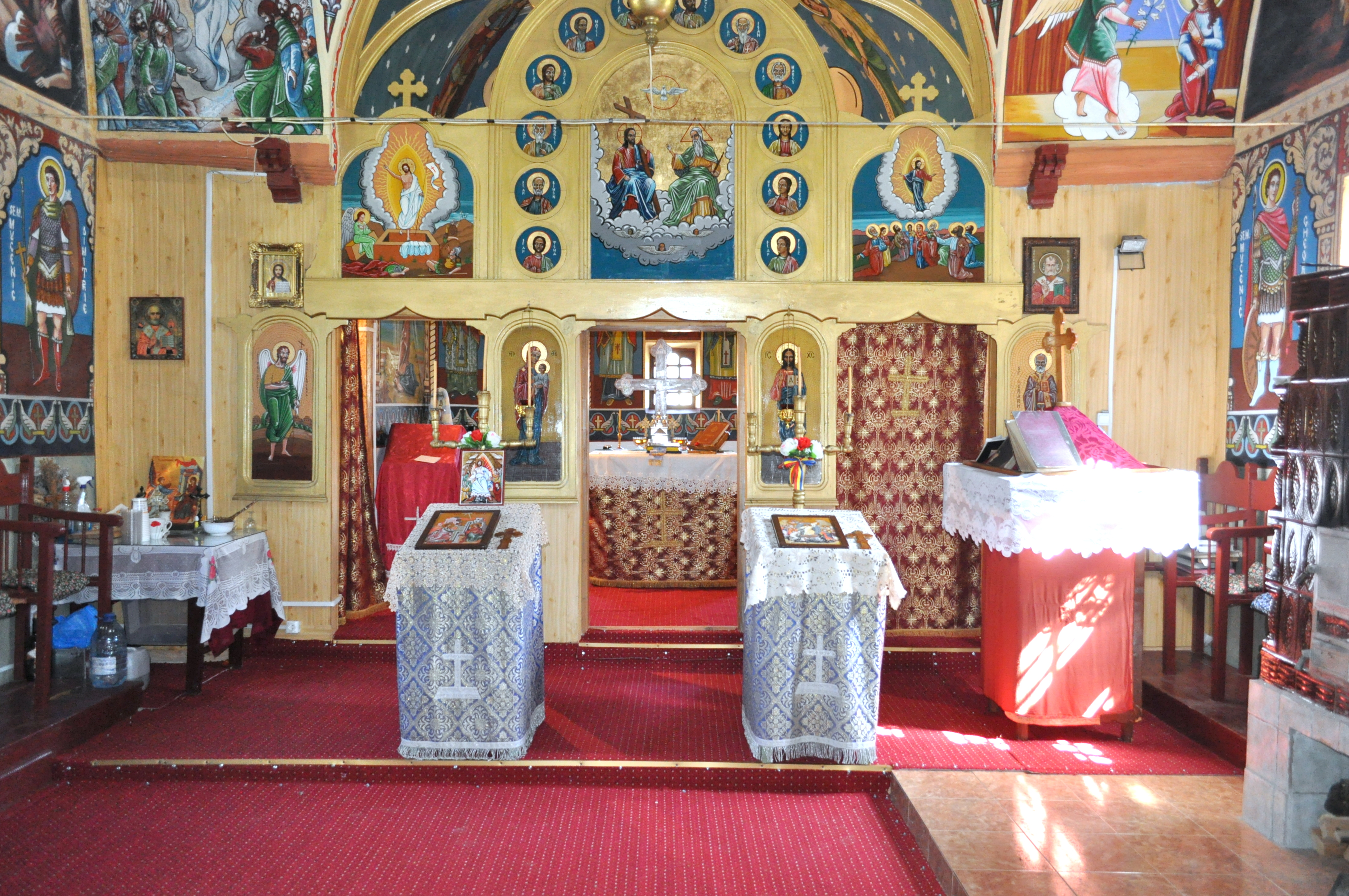
Nava spre iconostas

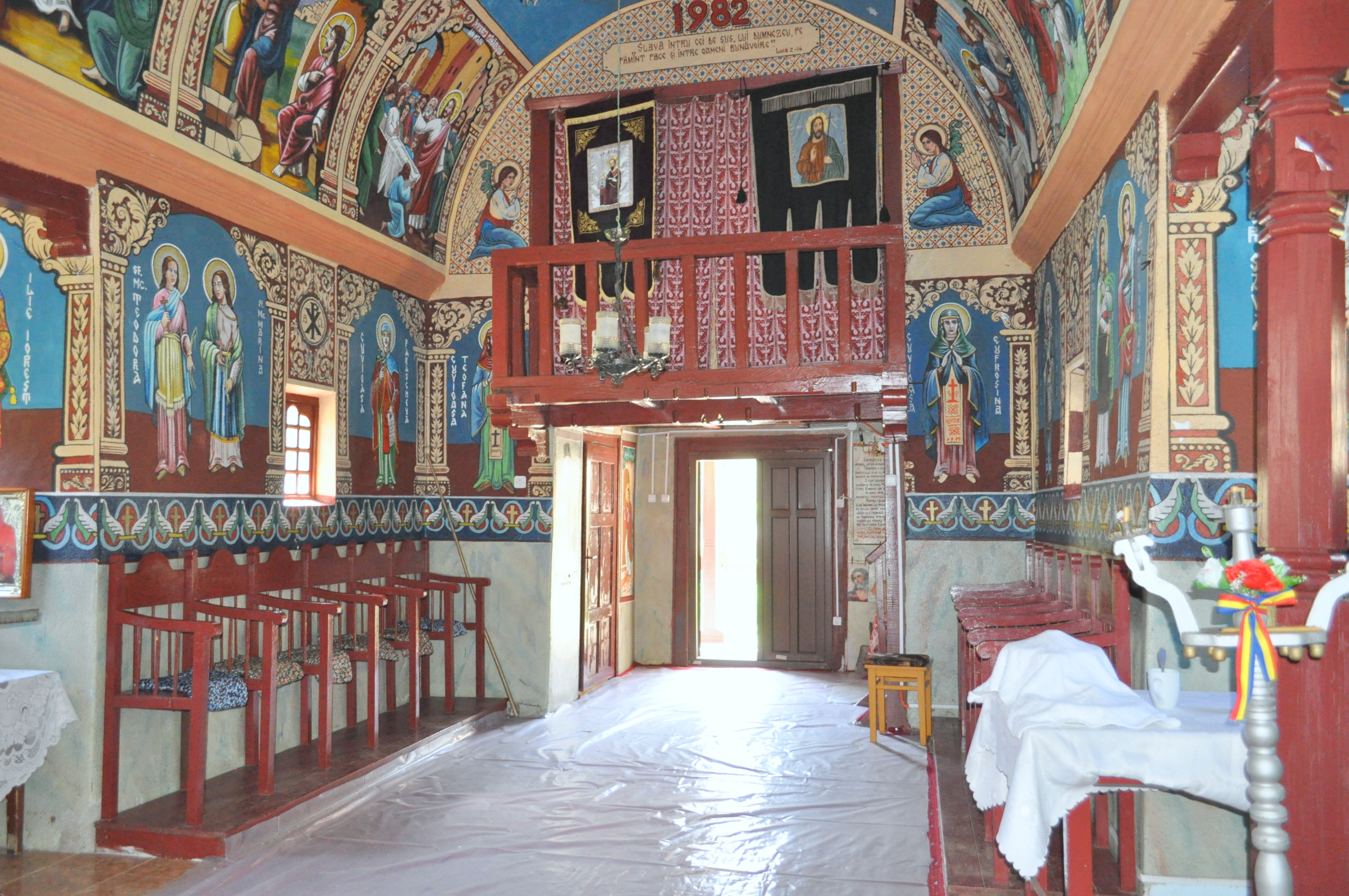
Nava spre ieșire

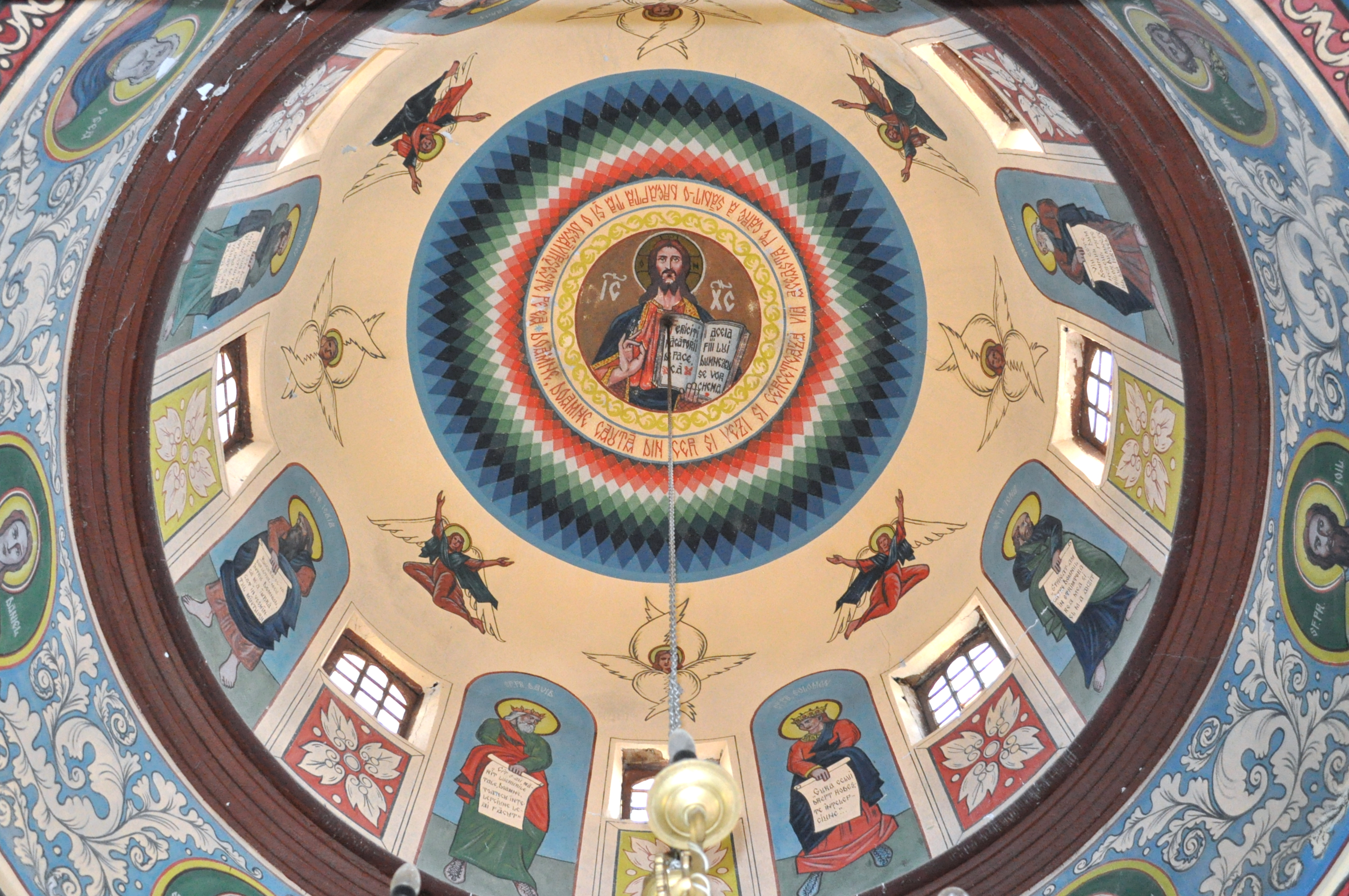
Turla centrală

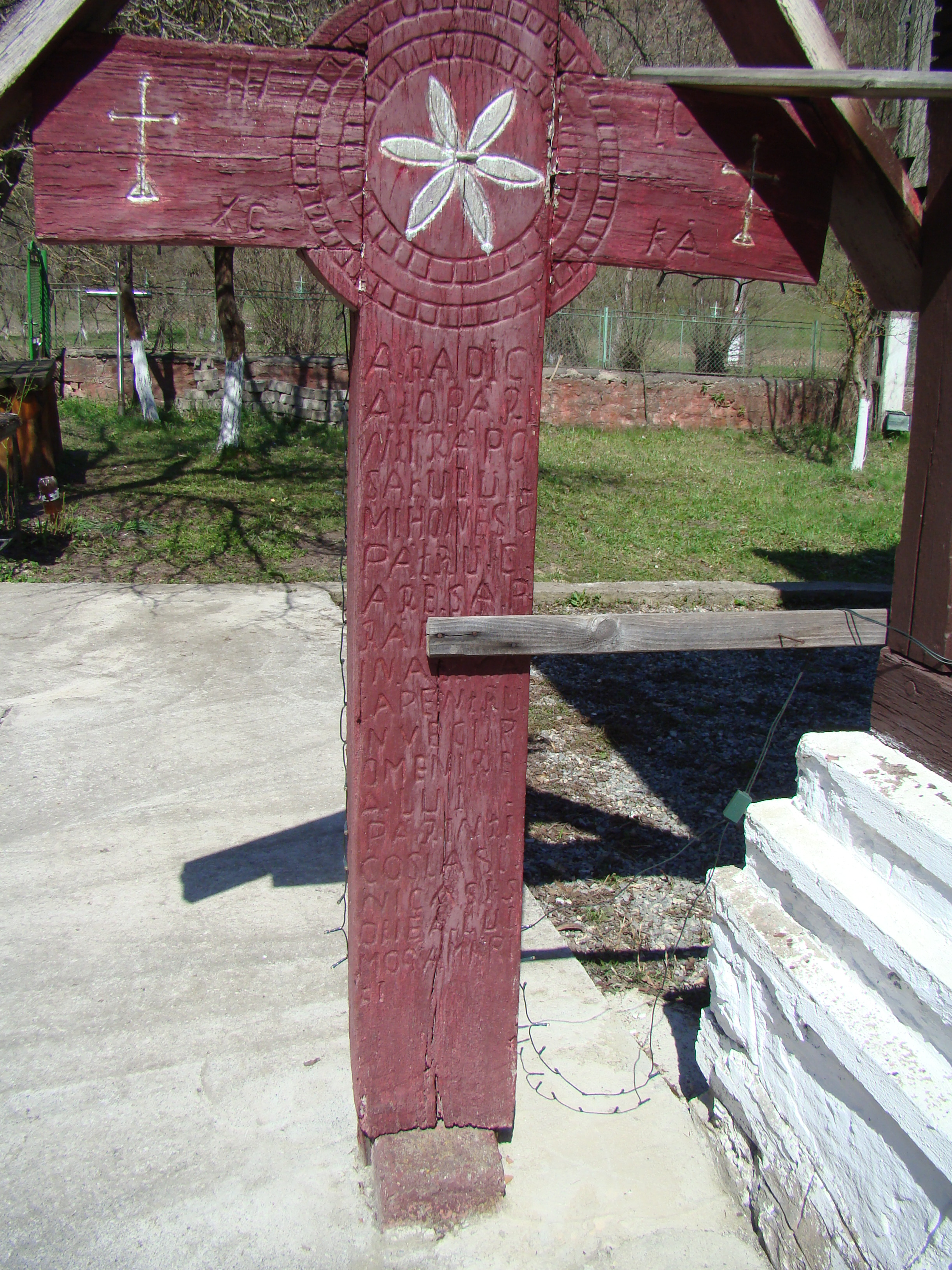
Cruce de lemn

Biserica de lemn din satul Groș, aparținător municipiului Hunedoara, a fost construită în anul 1931. Are hramul „Sfântul Ierarh Nicolae”. Nu figurează pe lista nouă a monumentelor istorice.

## Istoric și trăsături
Biserica „Sfântul Ierarh Nicolae” din satul Groș a fost construită între anii 1931-1935, în timpul păstoririi preotului Simion Suciu; în anul 1937, deputatul Constantin Bursan, cel mai mare ctitor de biserici ortodoxe din România, îi dăruia unul dintre clopote. Arhitectura este inedită pentru lăcașurile de cult din lemn din spațiul hunedorean, anume, la un nucleu cruciform (compus dintr-un altar nedecroșat, poligonal, cu trei laturi, și un naos pătrat, prevăzut cu două abside laterale rectangulare), supraînălțat printr-o turlă centrală octogonală, s-a racordat pronaosul, extins prin doi umeri laterali, suprapus de o clopotniță patrulateră scundă, cu foișor deschis; în dreptul unicei intrări apusene, a fost adosat un pridvor. La acoperiș s-a folosit integral țigla. Suprafața exterioară a bârnelor a fost vopsită în două rânduri: 1973-1974 și 2008. La interior a fost executat, în anul 1982, un bogat decor iconografic, opera pictorului Mircea Bixa din Hunedoara, ajutat de fiul său Mircea. Târnosirea lăcașului s-a făcut în 1936. Doar recensămintele ecleziastice ale anilor 1733 și 1750, respectiv harta iosefină a Transilvaniei din 1769-1773, atestă existența unei înaintașe a lăcașului actual.

## Imagini din exterior

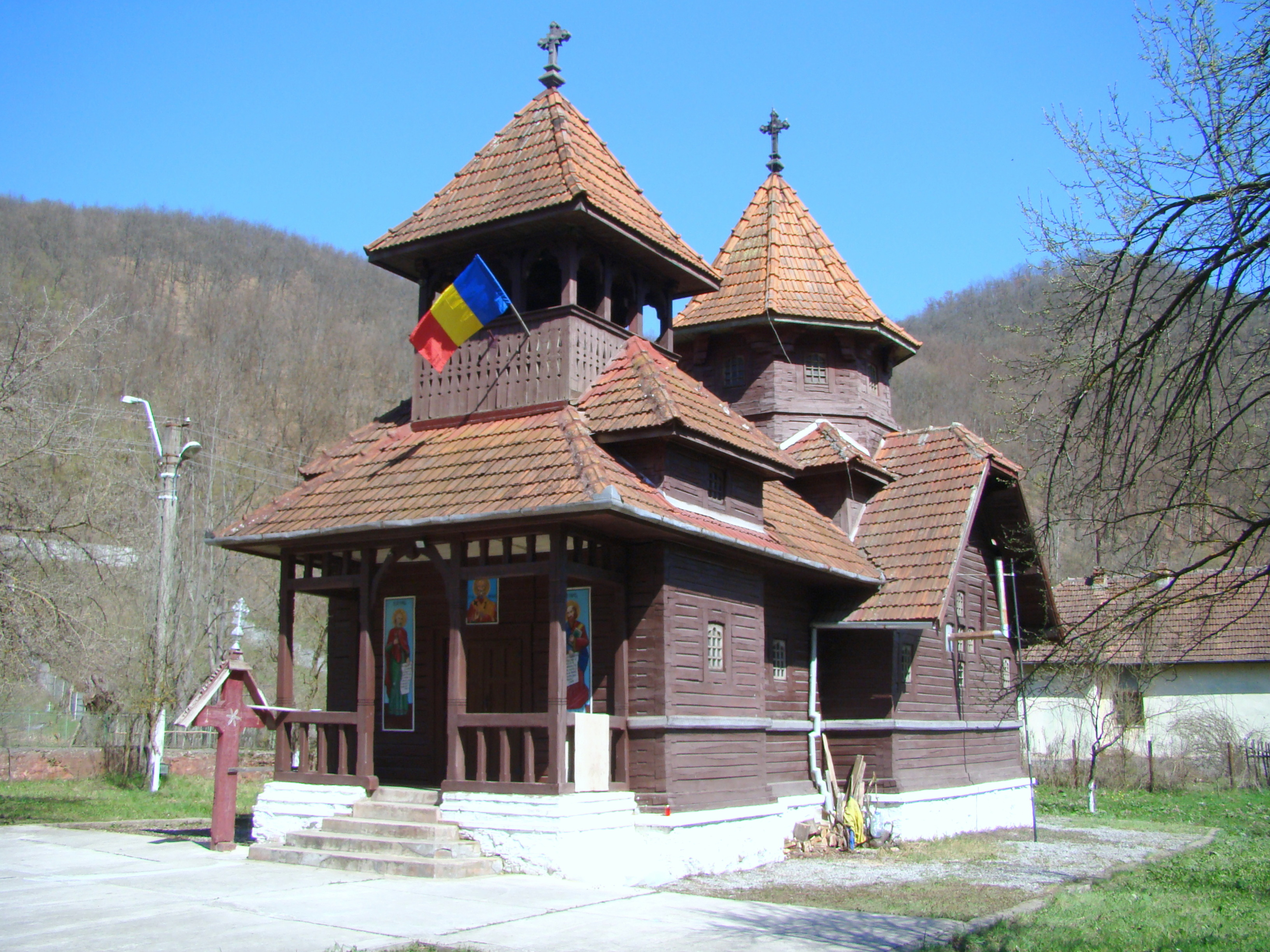
Biserica (sud-vest)
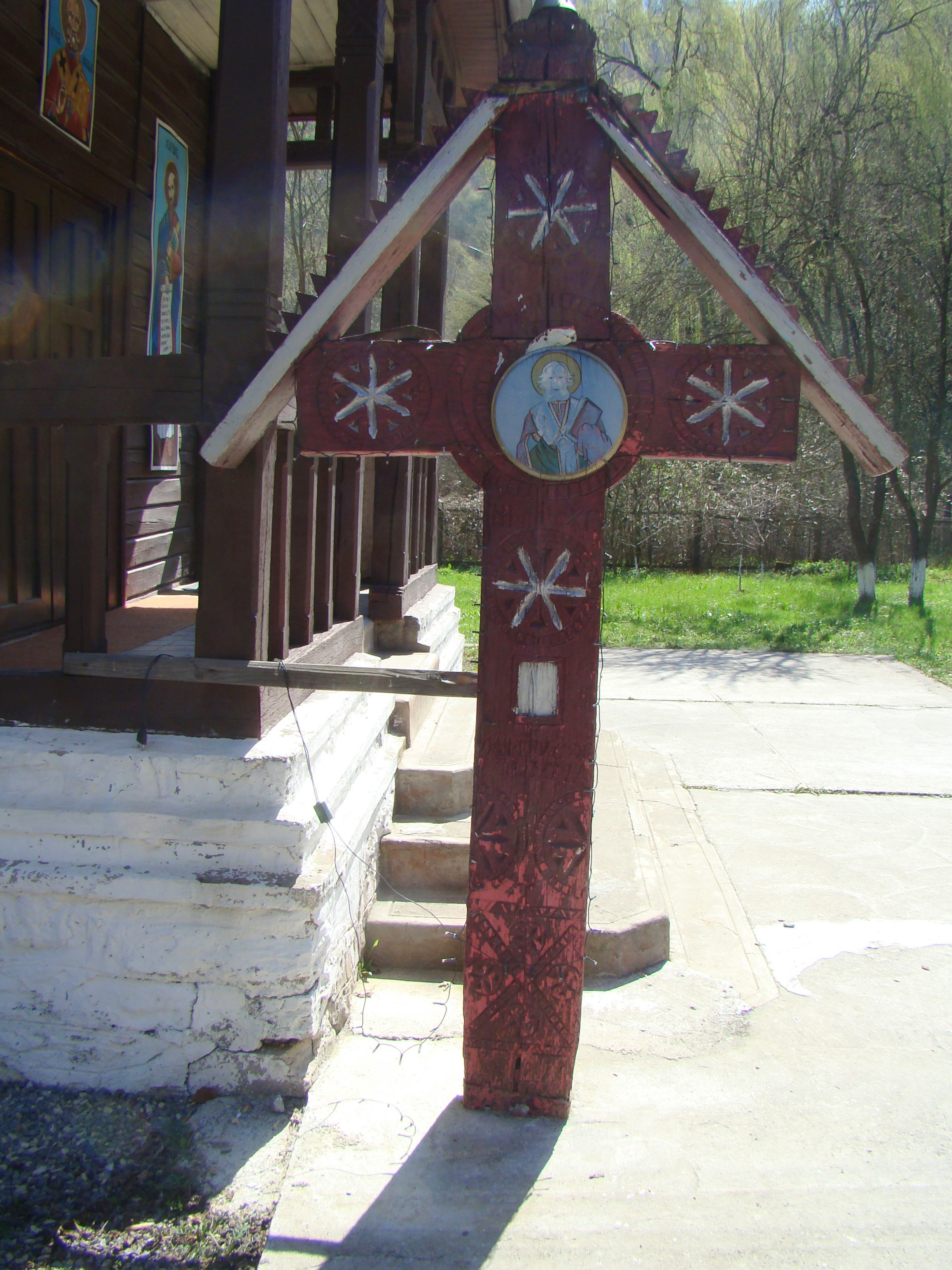
Cruce de lemn
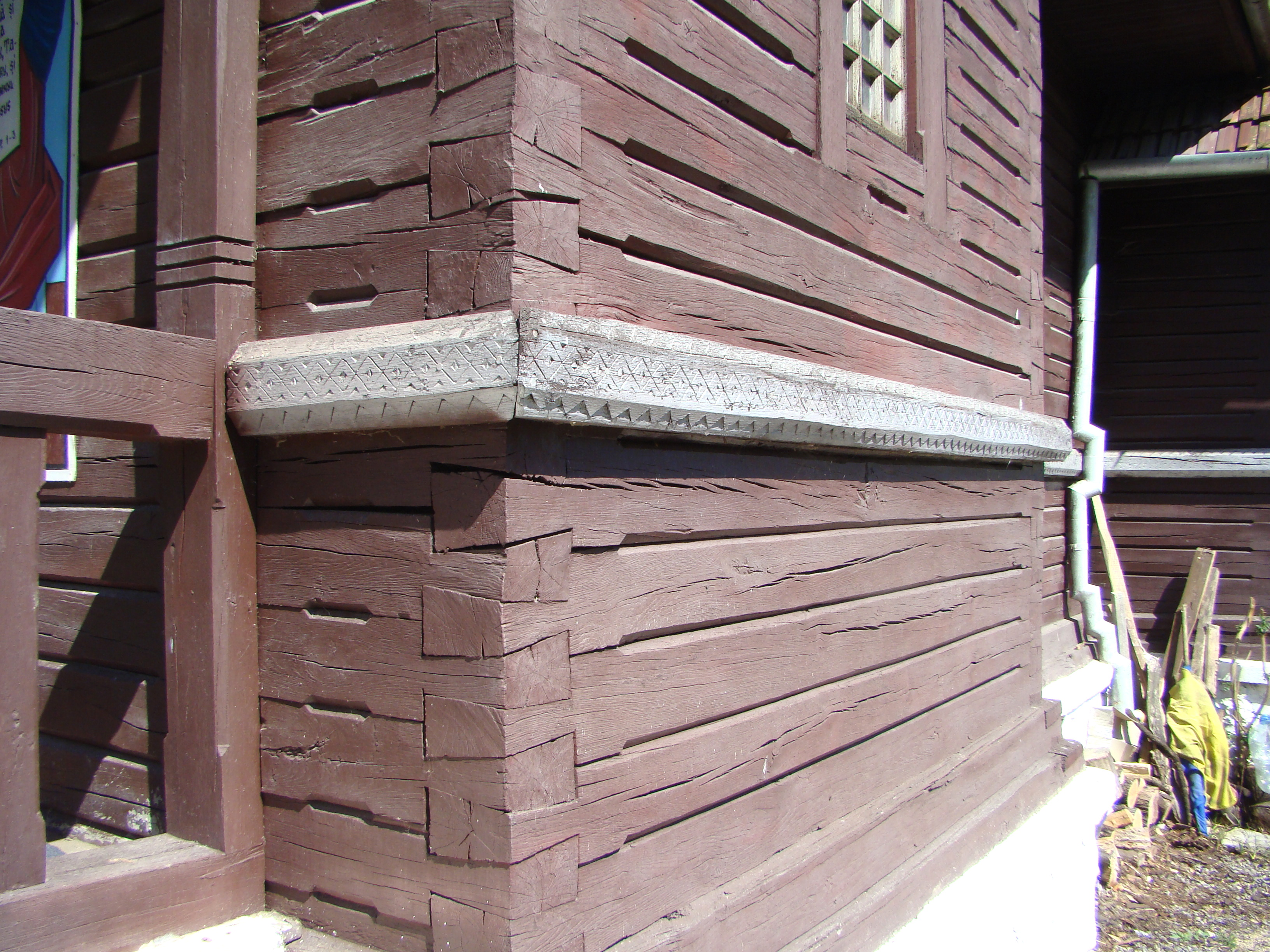
Brâu median
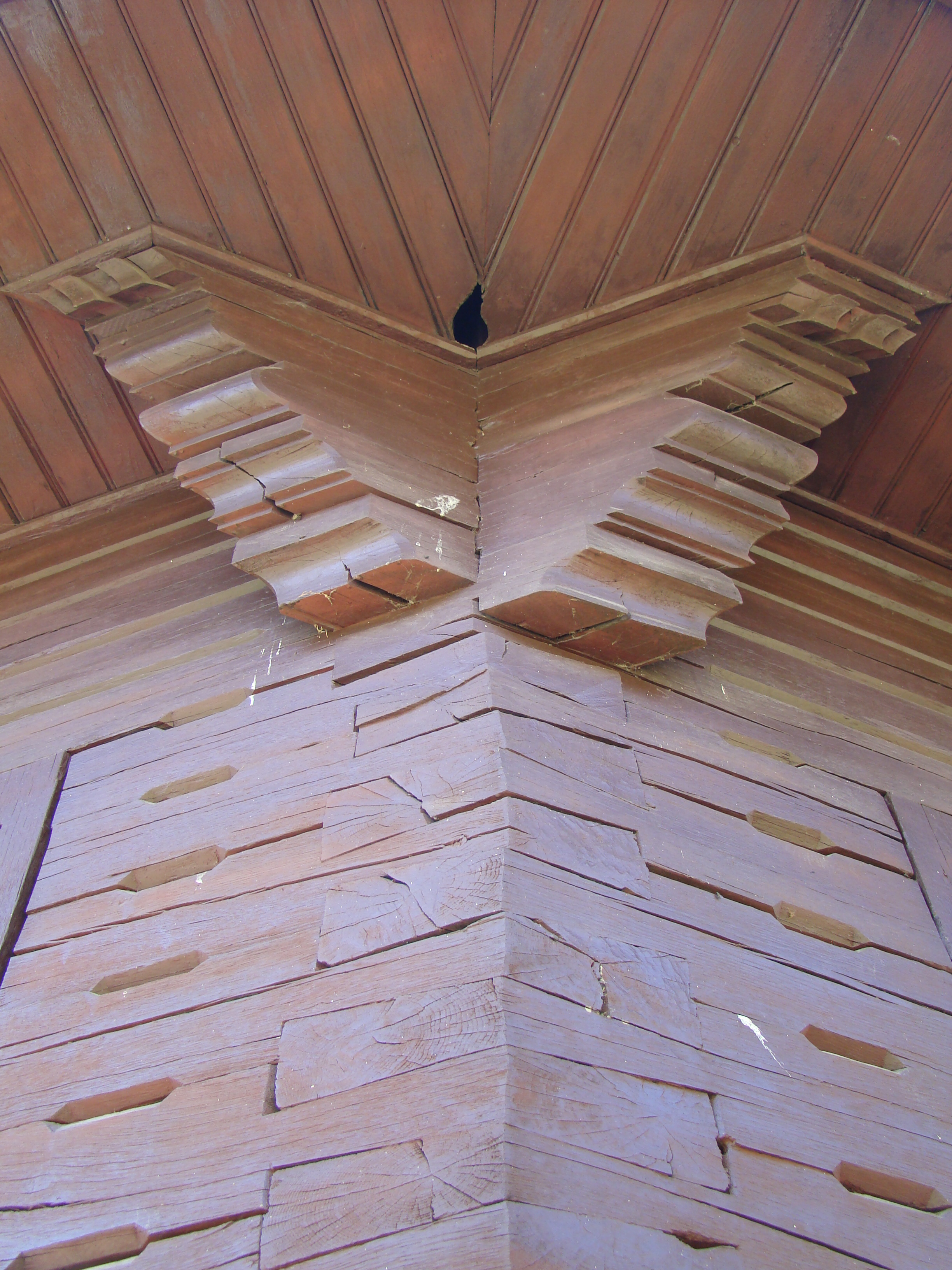
Console
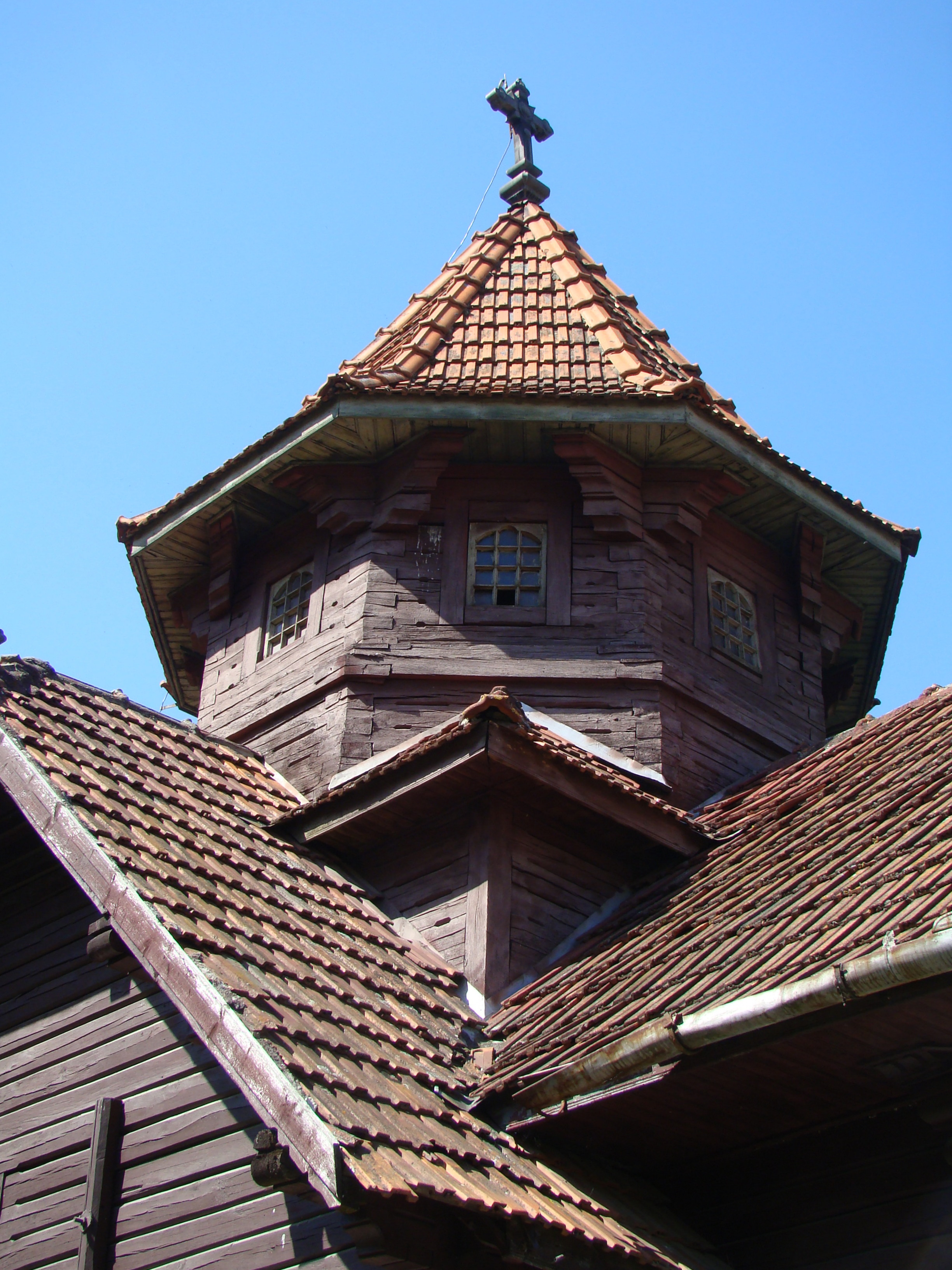
Turla octogonală deasupra naosului
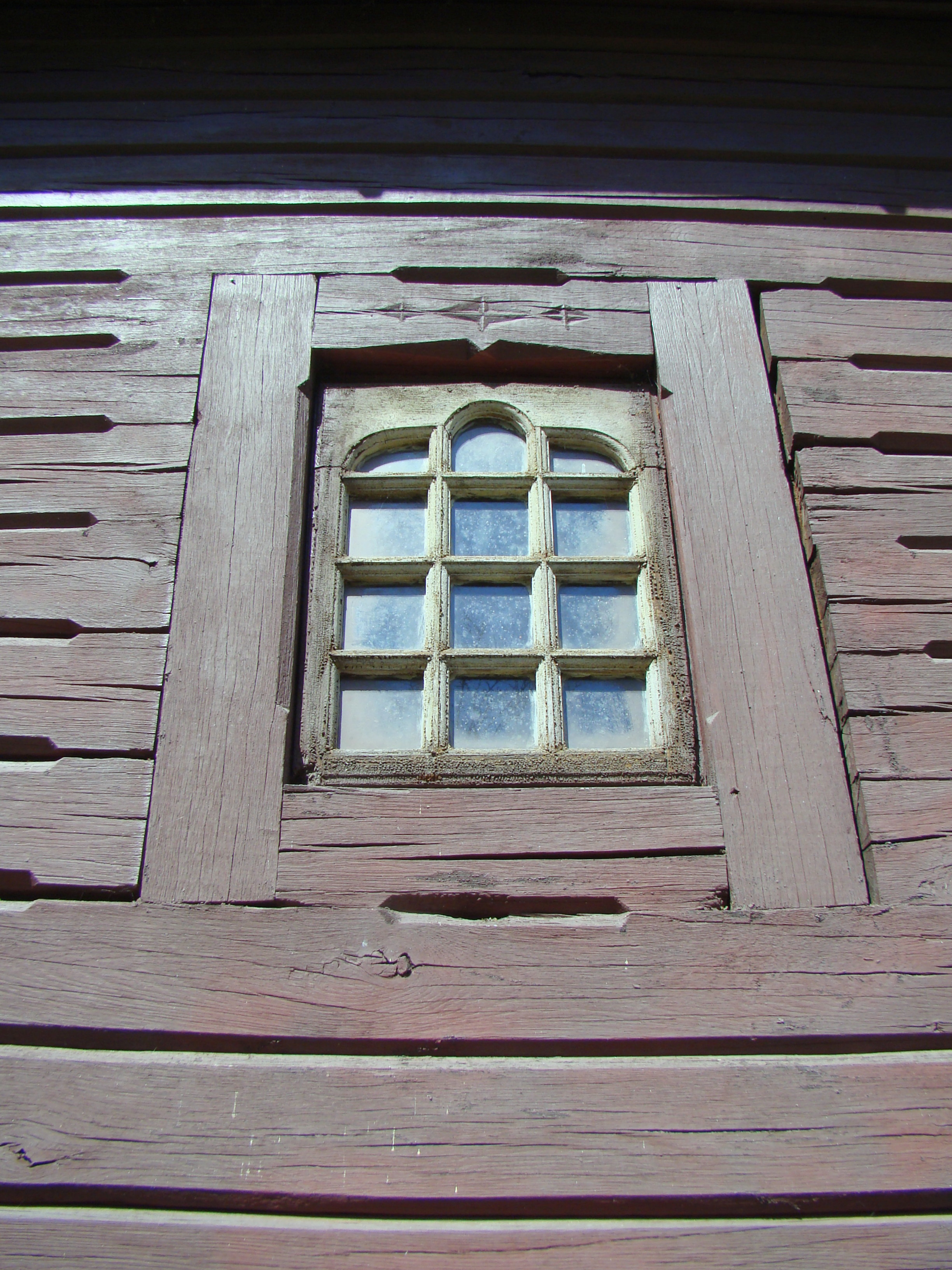
Fereastră
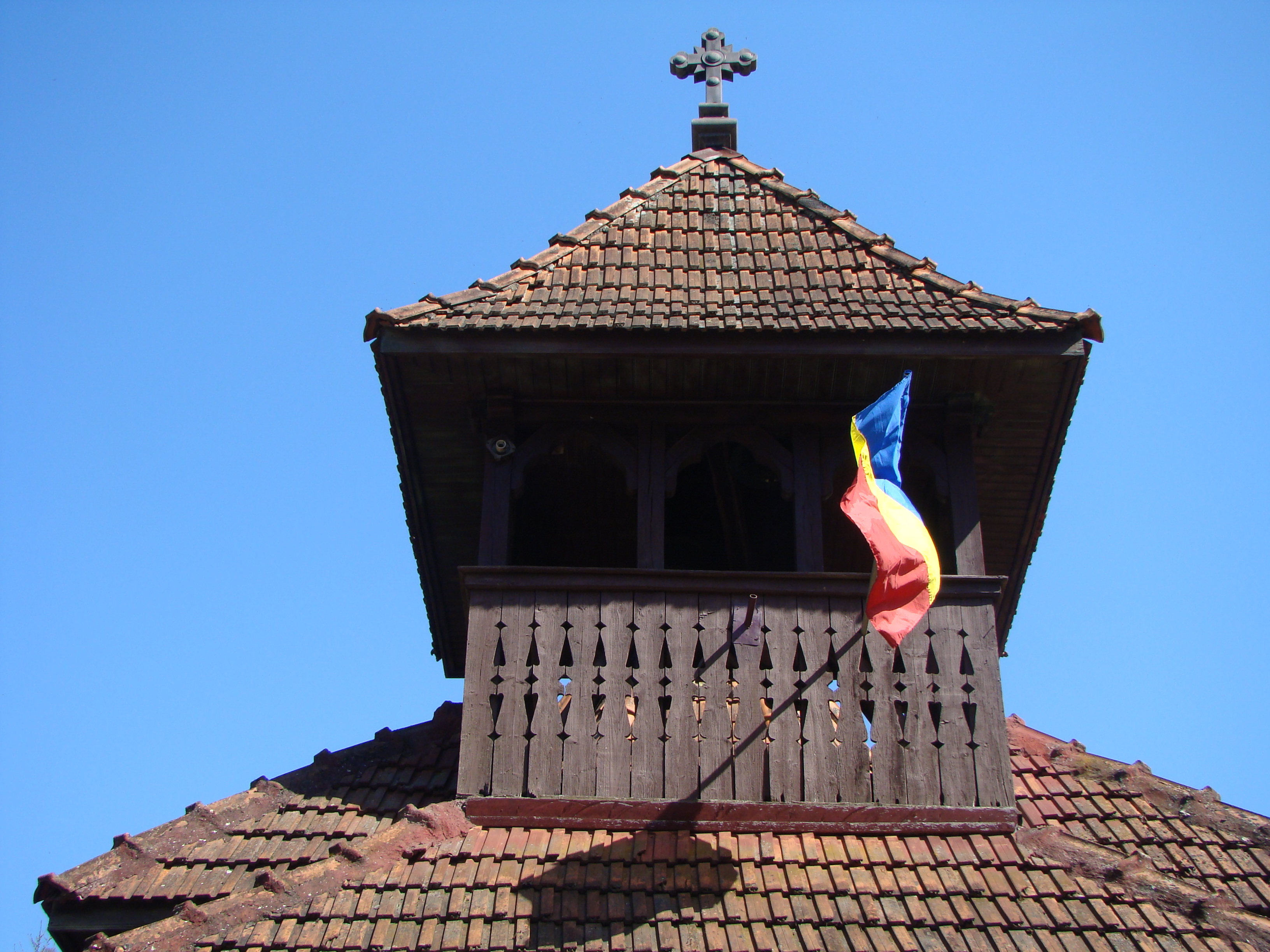
Clopotnița
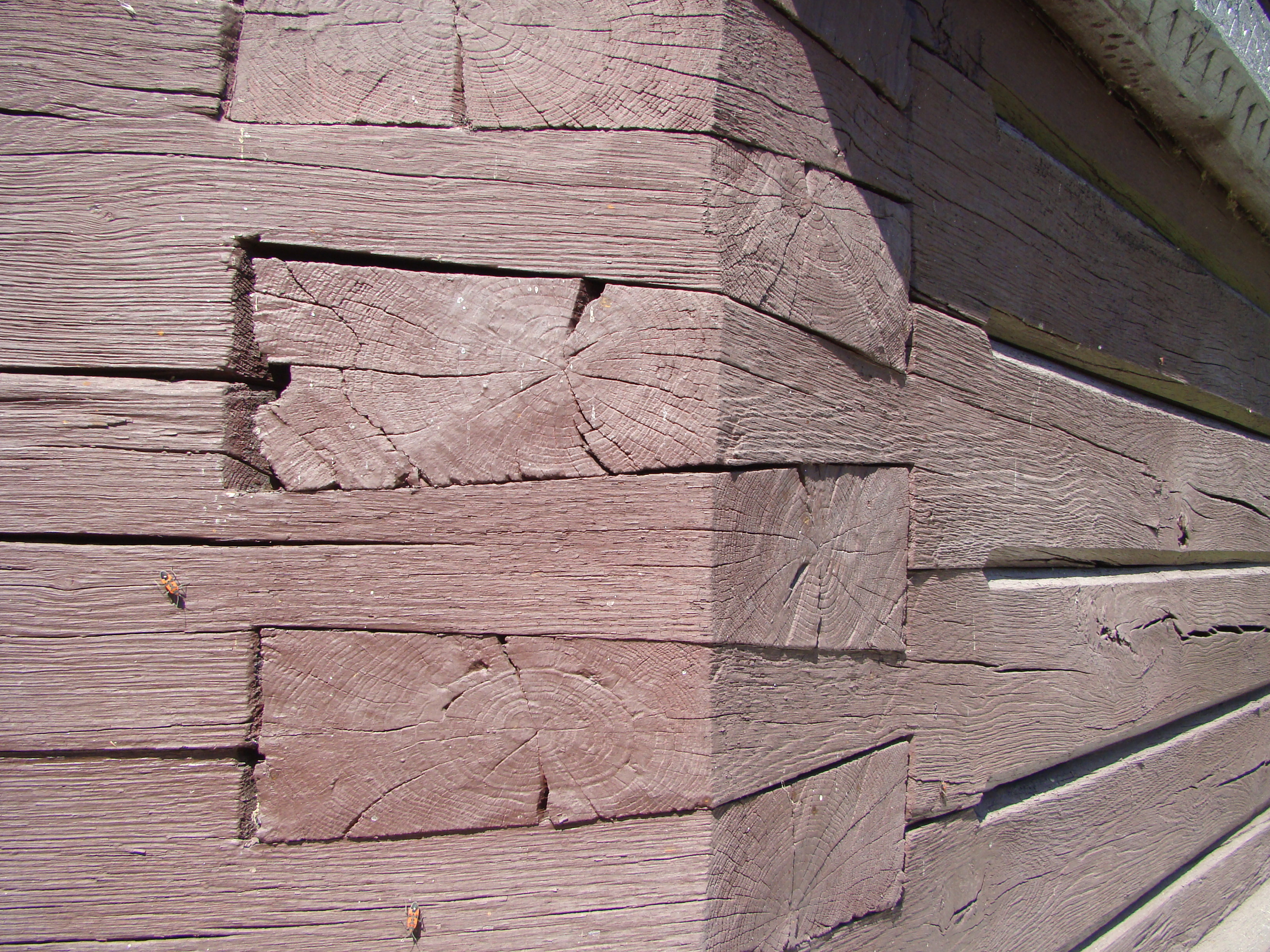
Îmbinări
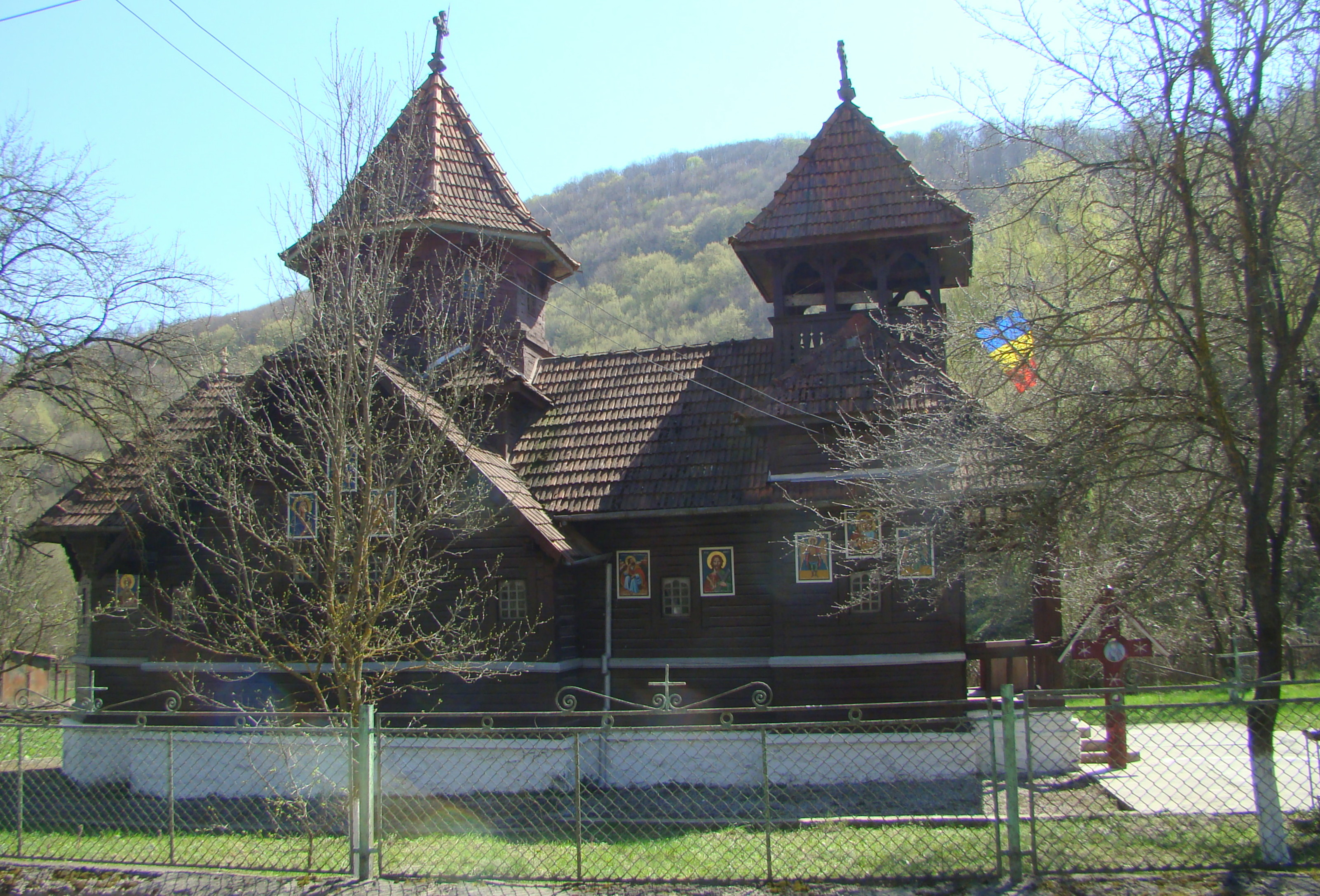
Biserica din drum
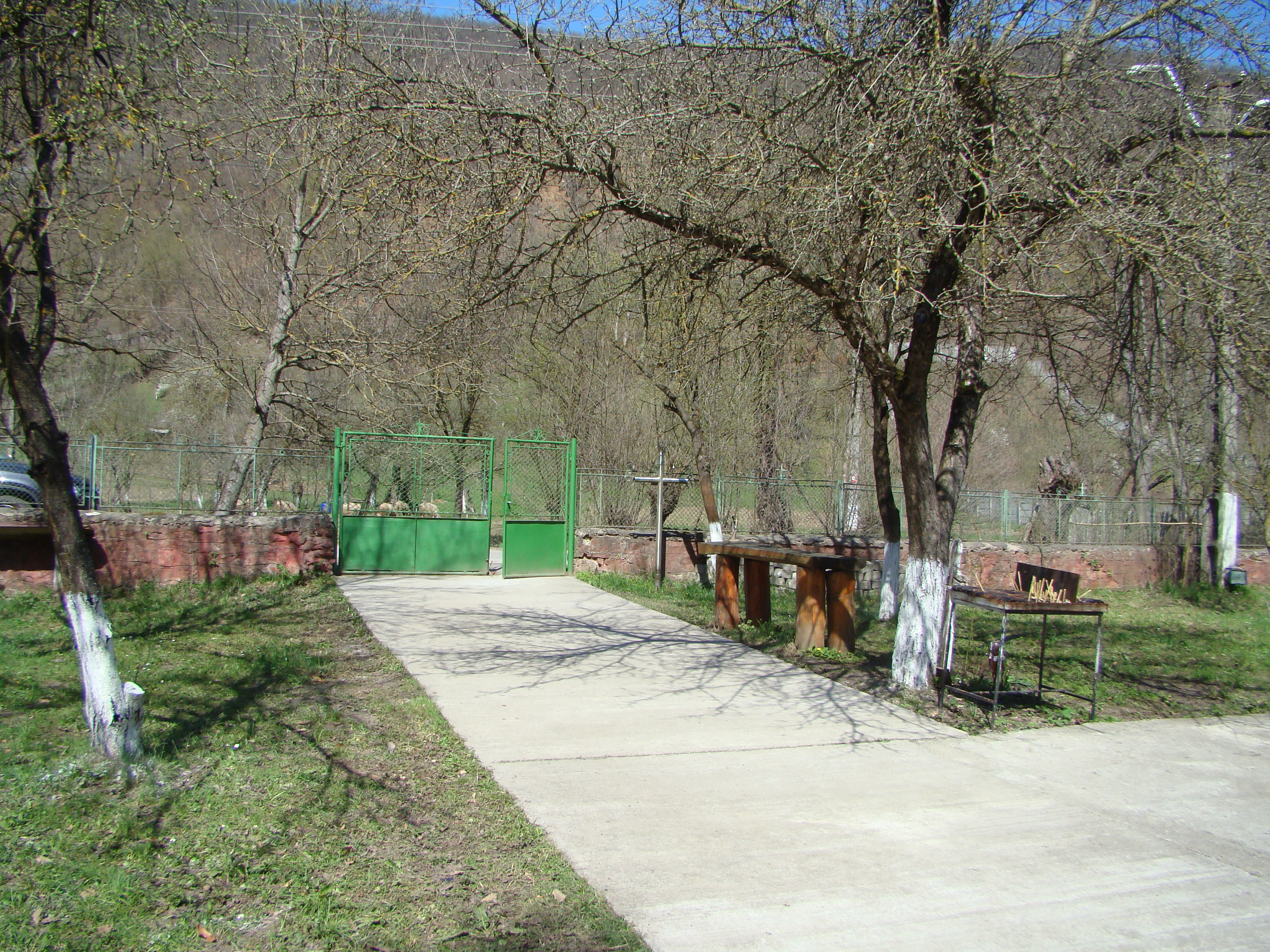
Curtea bisericii

## Imagini din interior

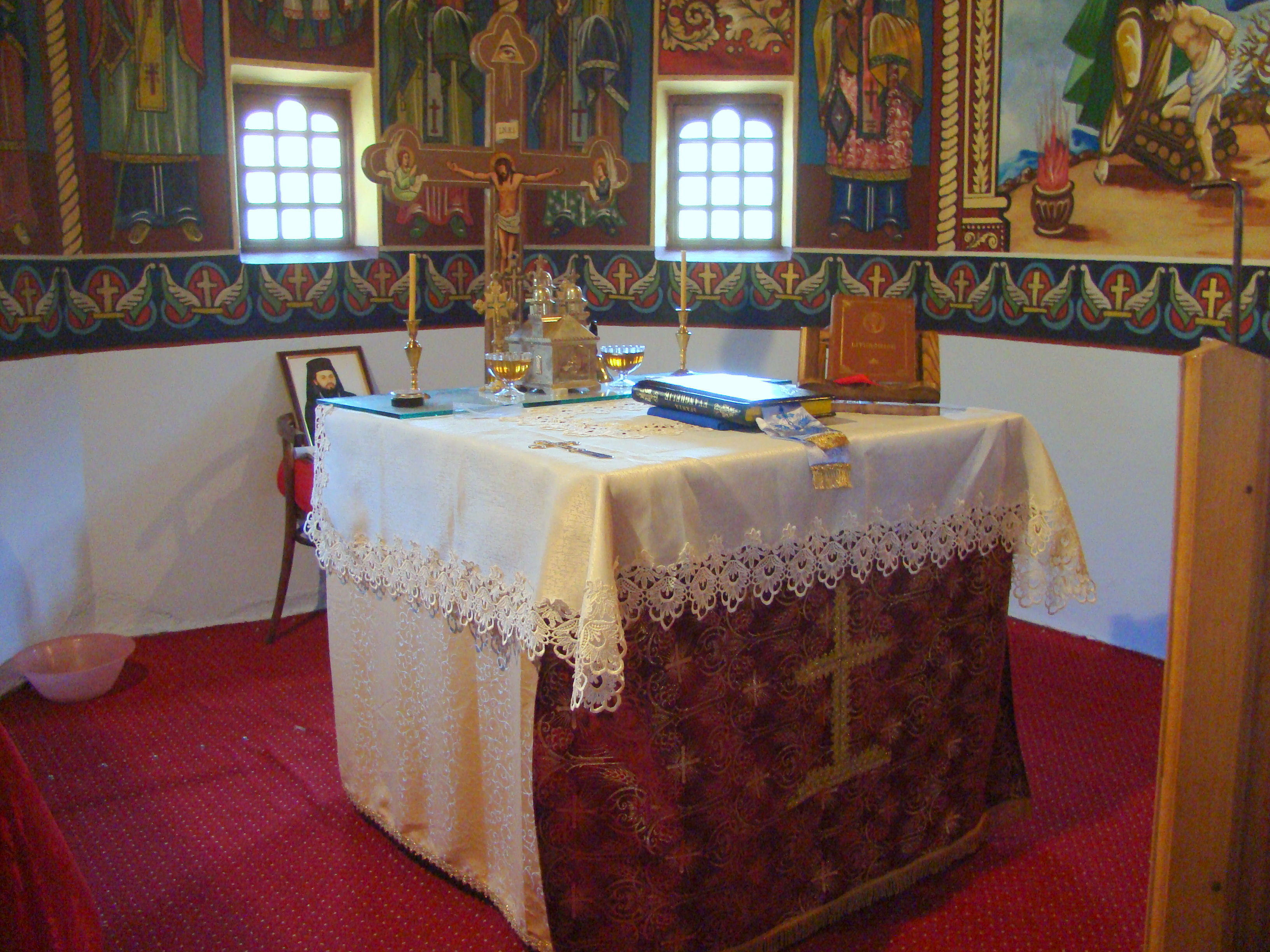
Interiorul altarului
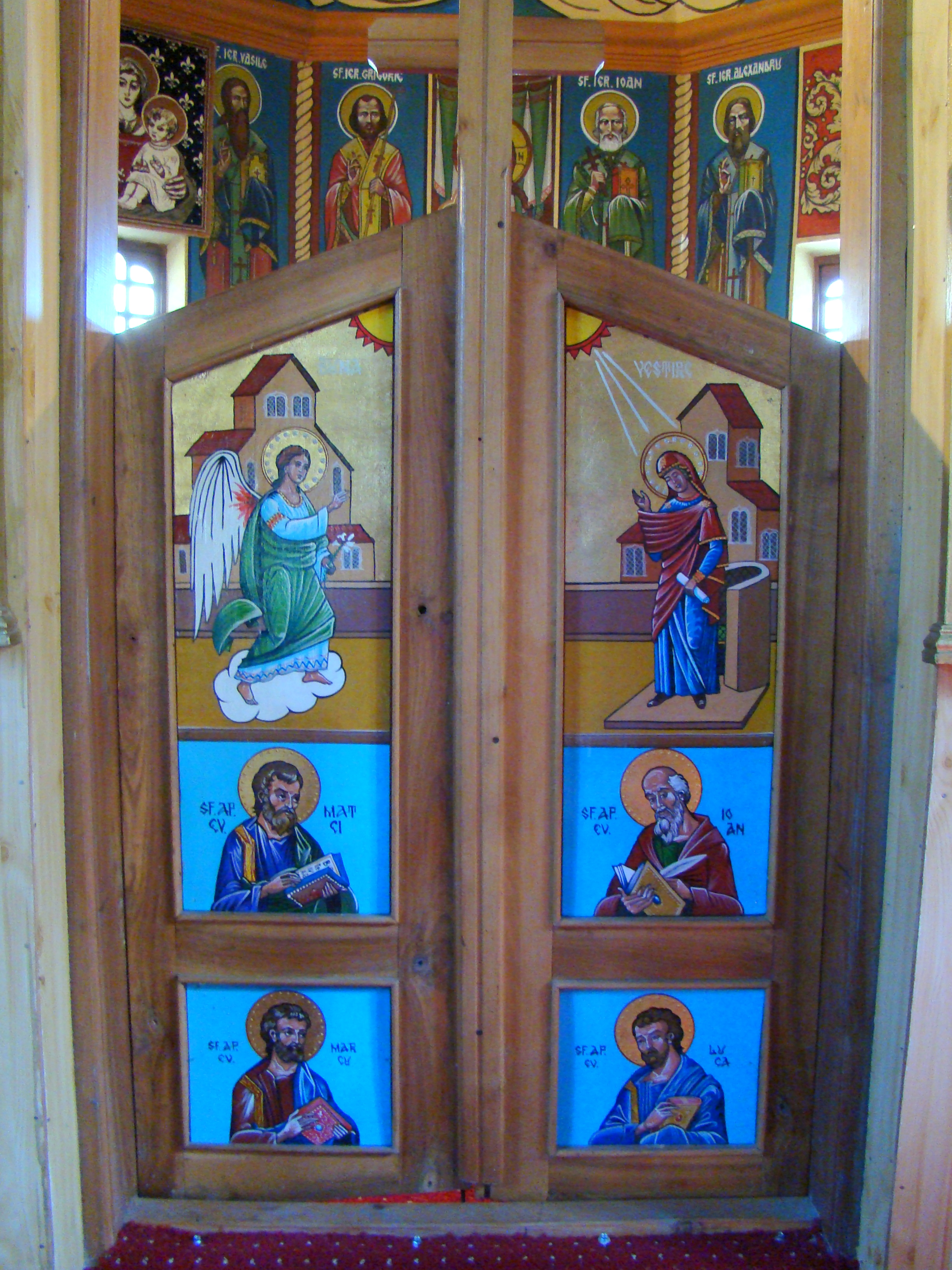
Uşile împărăteşti
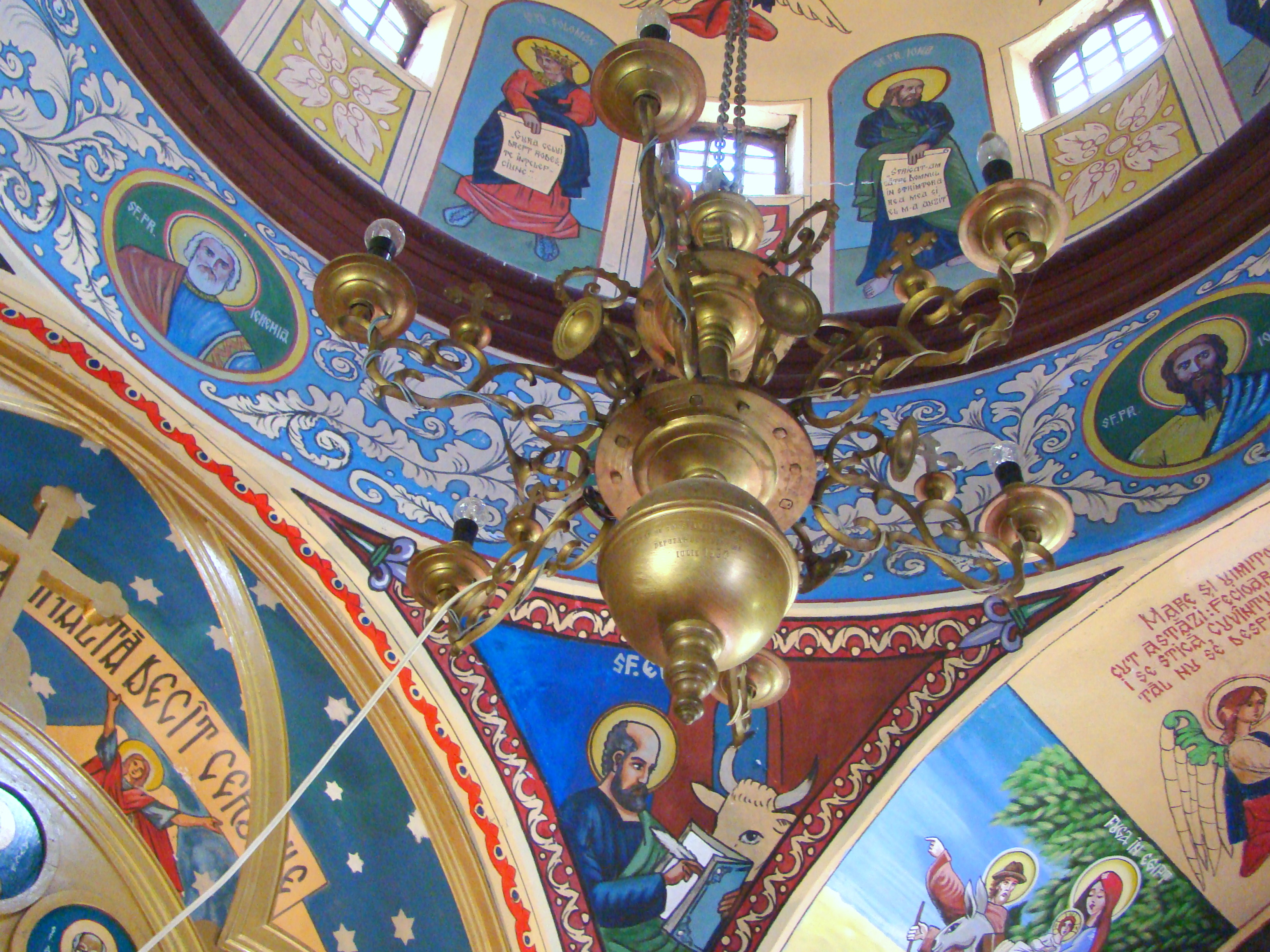
Candelabru donat de Constantin Bursan
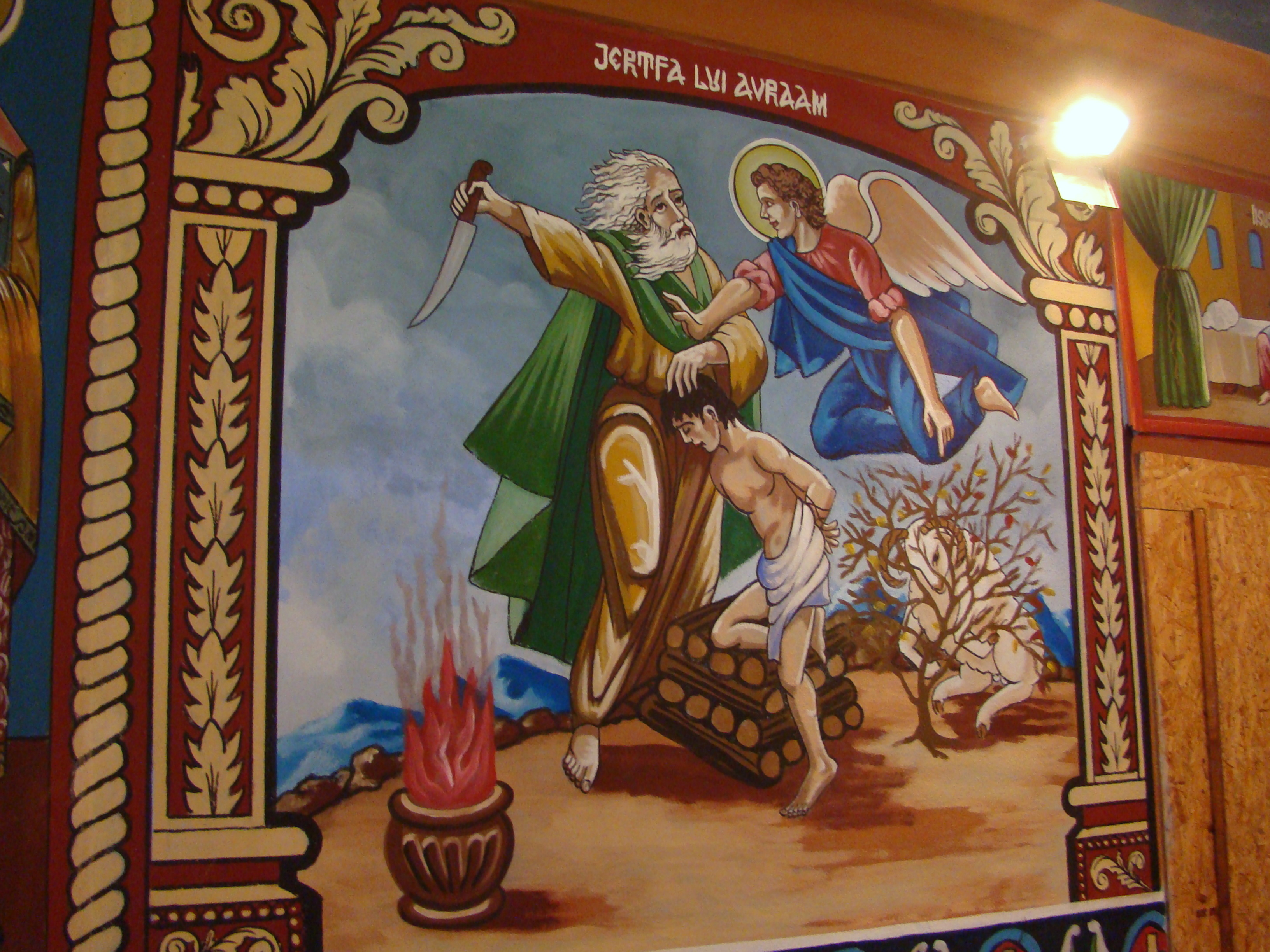
Jertfa lui Avraam
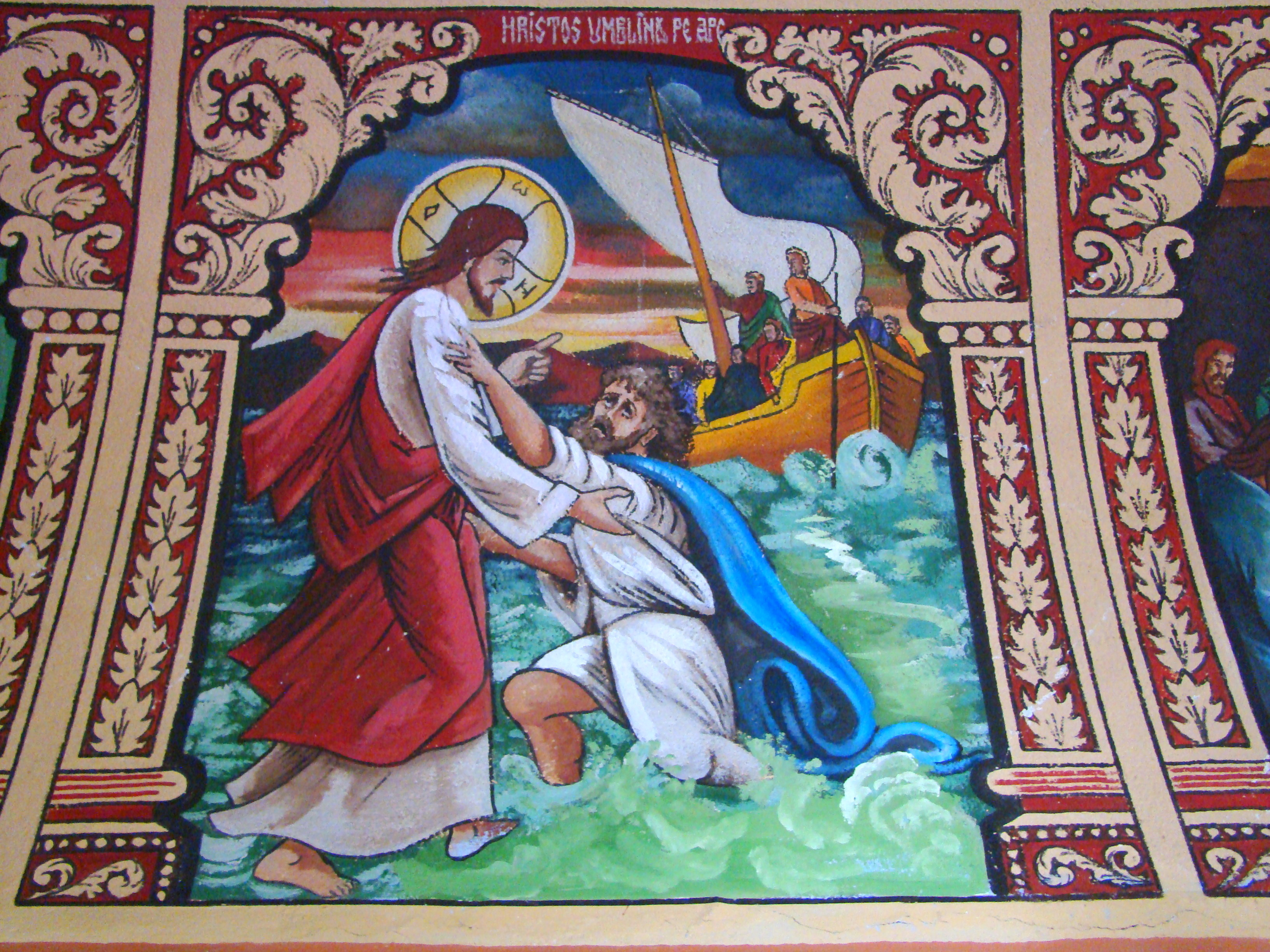
Iisus umblând pe ape
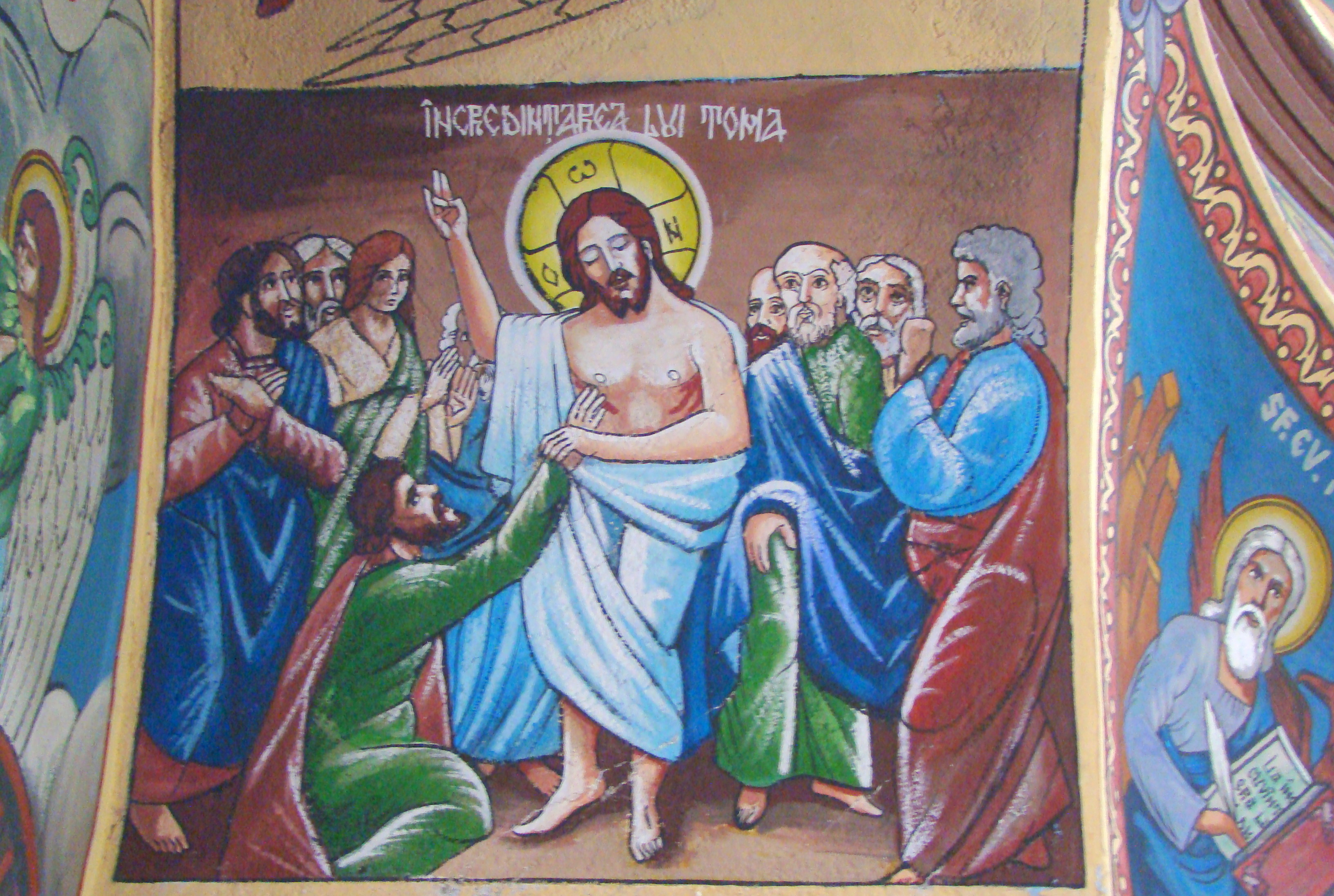
Încredinţarea lui Toma
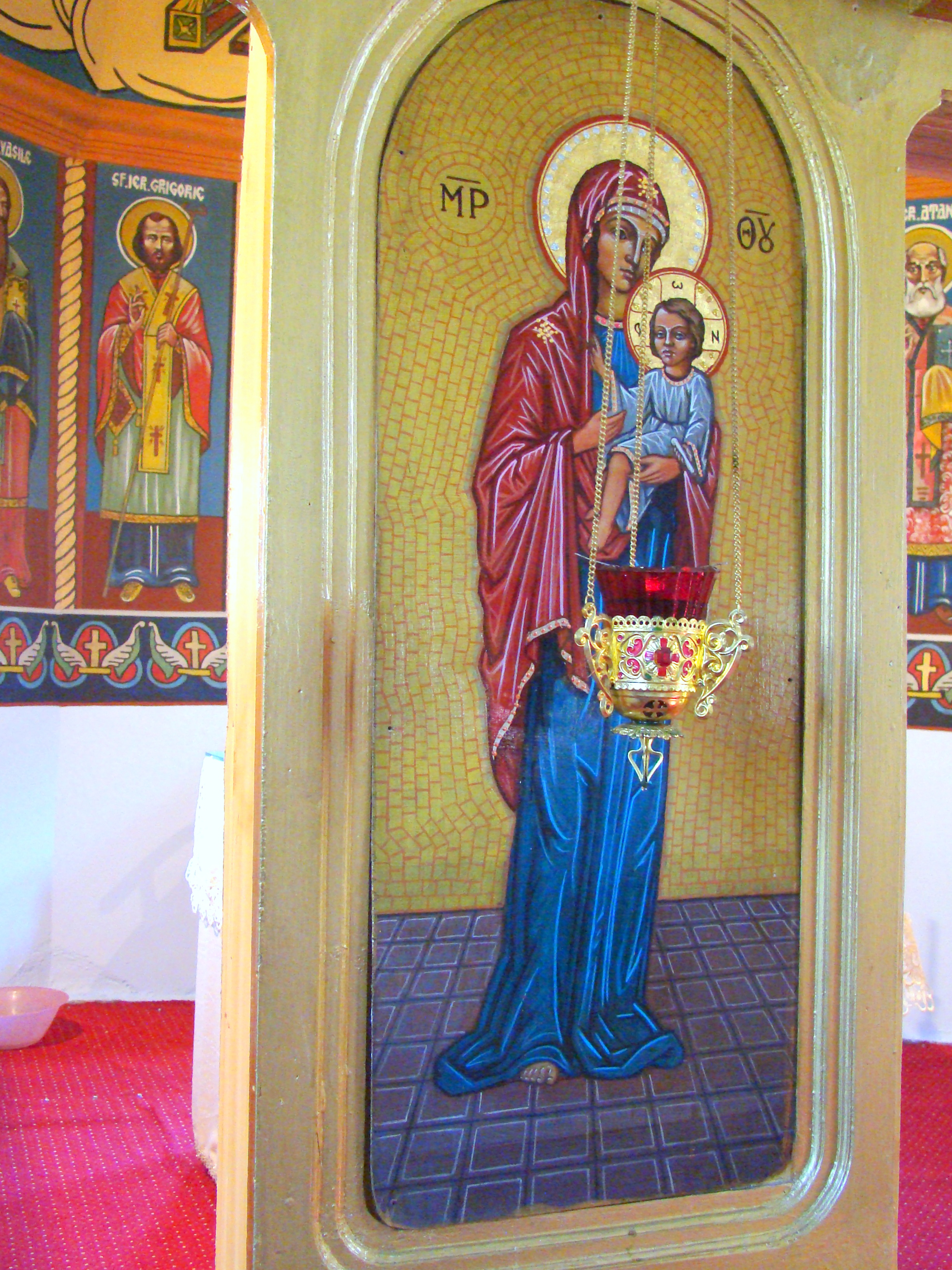
Maica Domnului cu pruncul
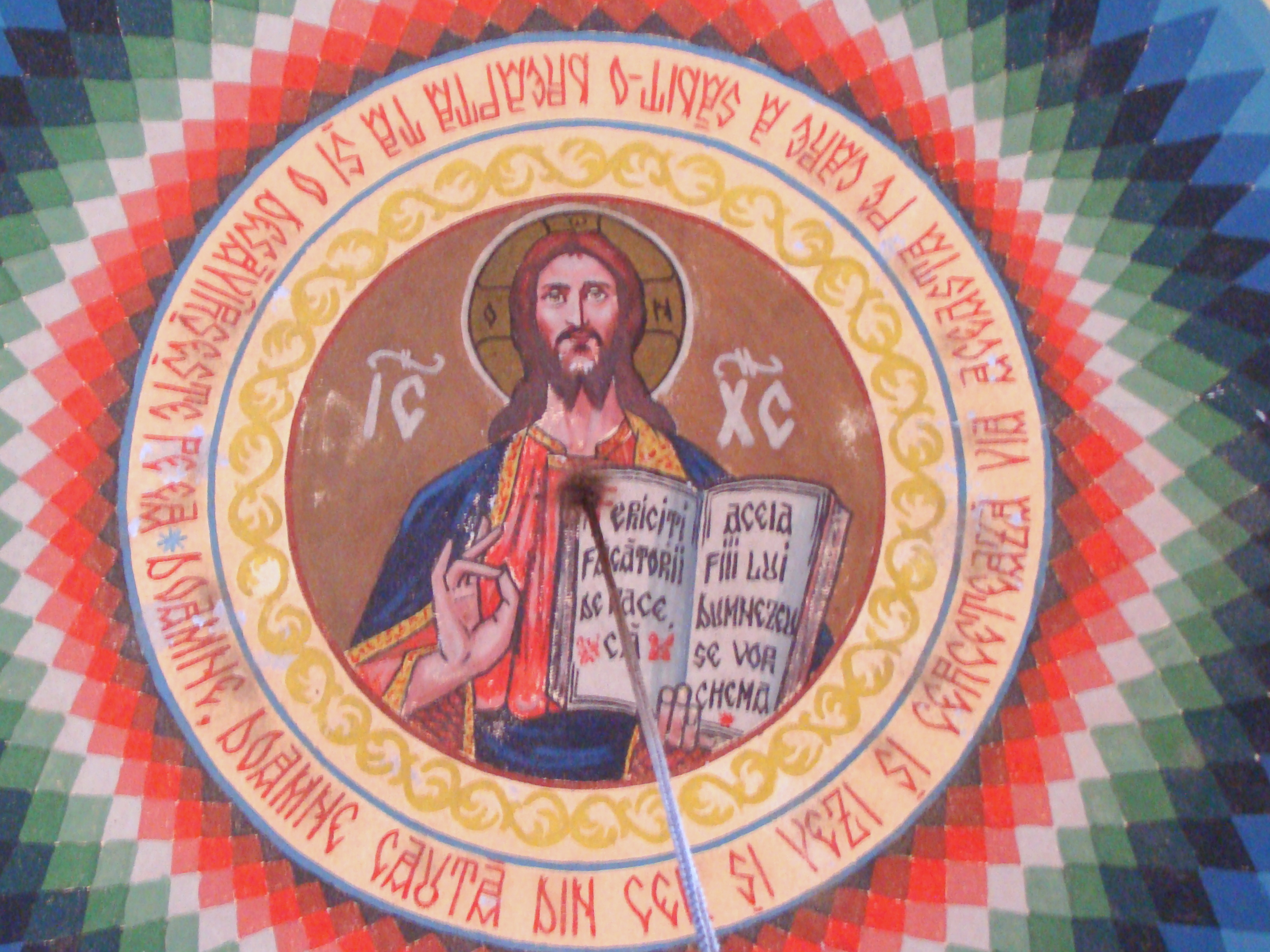
Pantocrator
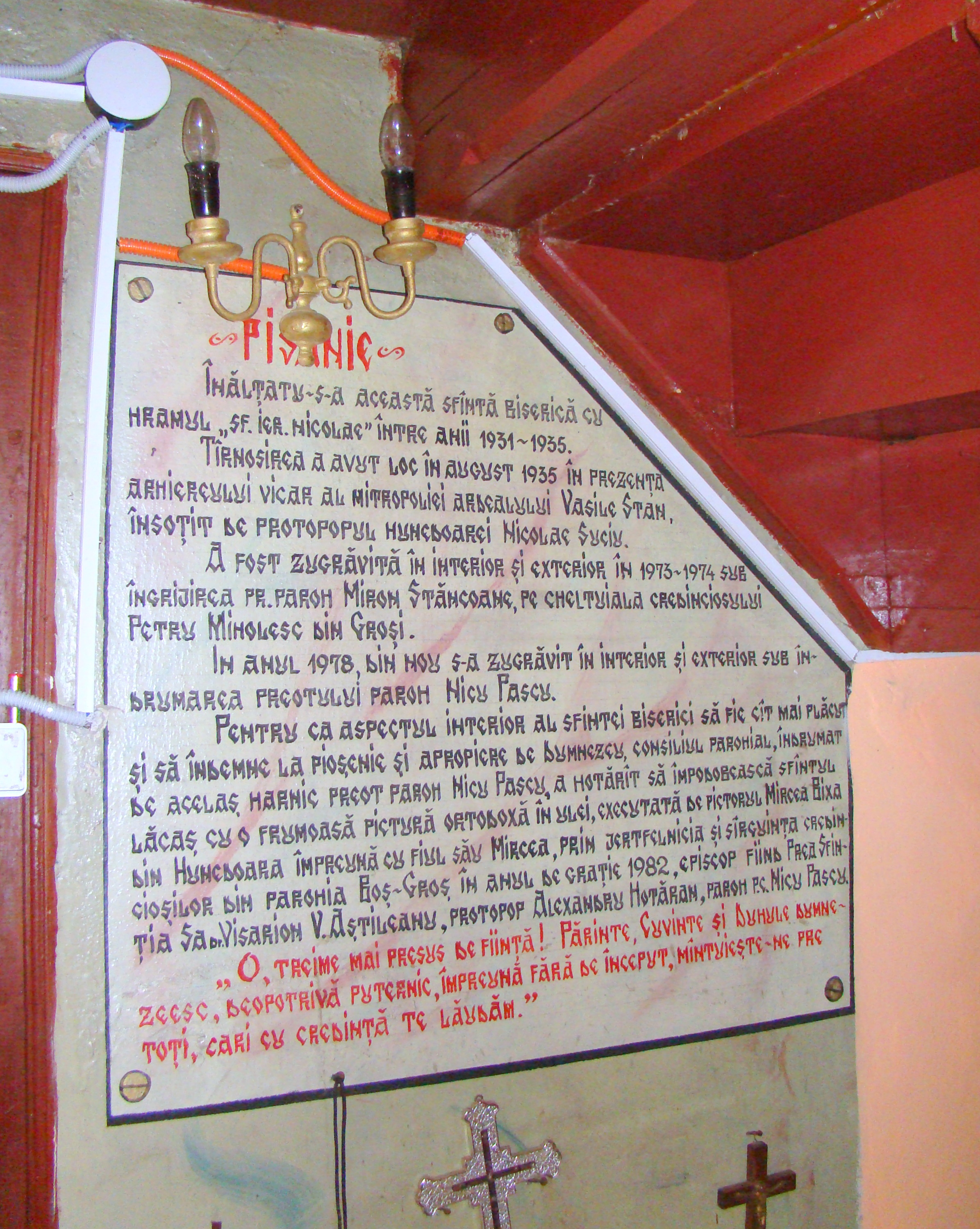
Pisanie
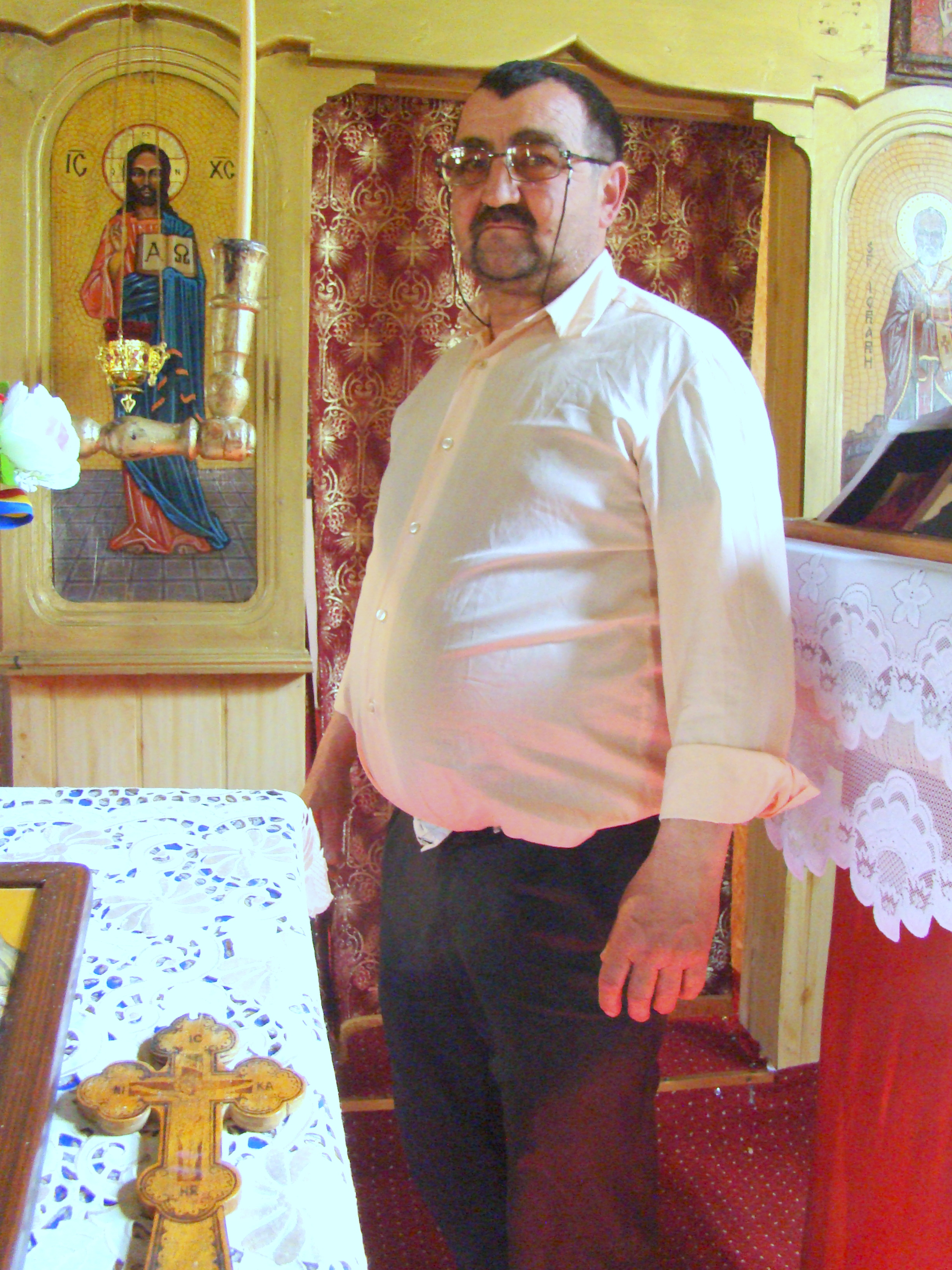
Epitropul bisericii de lemn Sfântul Nicolae din Groș, judeţul Hunedoara: Rădos Valeriu